# Enemy of God Revisited
Enemy of God Revisited è un cofanetto pubblicato dal gruppo musicale thrash metal tedesco Kreator nel 2006.
Il CD contiene l'album Enemy of God con un mix 5.1 DTS 96/24 e, 2 tracce bonus presenti già nell'edizione limitata giapponese.
Il DVD, invece, include il concerto registrato al Wacken Open Air il 6 agosto 2005 intitolato Live Wacken 2005 e, come bonus, un bootleg di 3 tracce intitolato Live at the Rockpalast e, dei videoclip e documentari.

## CD

### Enemy of God: Revisited
1. Enemy of God
2. Impossible Brutality
3. Suicide Terrorist
4. World Anarchy
5. Dystopia
6. Voices of the Dead
7. Murder Fantasies
8. When Death Takes It's Dominion
9. One Evil Comes – A Million Follow
10. Dying Race Apocalypse
11. Under a Total Blackened Sky
12. The Ancient Plague
13. Toxic Trace (live)
14. Coma of Souls (live)

## DVD

### Live Wacken 2005
1. "Intro"
2. "Enemy of God"
3. "Impossible Brutality"
4. "Pleasure to Kill"
5. "Phobia"
6. "Violent Revolution"
7. "Suicide Terrorist"
8. "Extreme Agression"
9. "People of the Lie"
10. "Voices of the Dead"
11. "Terrible Certainty"
12. "Betrayer"
13. "Flag of Hate"
14. "Tormentor"

### Live at the Rockpalast
1. "Reconquering the Throne" (Bootleg)
2. "Renewal" (Bootleg)
3. "Servant in Heaven-King in Hell" (Bootleg)

### Videoclips & Documentary
1. "Enemy of God" (Videoclip)
2. "Dystopia" (Videoclip)
3. "Impossible Brutality" (Videoclip)
4. Dying Race Apocalypse (Documentario)
5. Making of Enemy of God (Documentario)

## Formazione
- Mille Petrozza - chitarra, voce
- Sami Yli-Sirniö - chitarra
- Christian "Speesy" Giesler - basso
- Jürgen "Ventor" Reil - batteria